# N.W.A
N.W.A (Niggaz Wit Attitudes) var en amerikansk rapgruppe, som blev dannet i Compton, Californien i 1986. Gruppen var kendt for deres Gangsta rap og Old school hip hop, men blev delvist opløst i 1991, da Ice Cube valgte at forlade gruppen. De begyndte at lave musik i Eazy-E´s garage.
I begyndelsen var MC Ren ikke med, men i stedet for Arabian Prince. Gruppen blev opløst i 1995, da Eazy-E Lå for døden.(September 7, 1964 – Marts 26, 1995).
Efter Eazy-E's aids-relaterede død d. 26. marts 1995, forsvandt al had i gruppen. Dr. Dre og Ice Cube ville senere fortælle om deres genevaluerede følelser til deres gamle ven i 1999's "What's The Difference" og "Chin Check," 2000's "Hello," og 2006's "Growin' Up." I 2011' musikvideoen "I Need a Doctor," blev der vist gamle billeder og videoer af N.W.A og også deres besøg til Eazy-E's gravsted i slutningen af videoen.
Ice Cube mente at han ikke fik en stor nok andel af det de tjente penge, taget i betragtning at han havde skrevet halvdelen af albummet Straight Outta Compton. 
Mange mener, at Ice Cube skrev næsten alle deres tekster, men i realiteten skrev alle medlemmerne musikken, men meget af det blev skrevet af The D.O.C., MC Ren og Ice Cube. Albummet Straight Outta Compton (med protestsangen Fuck tha Police) blev næsten kun skrevet af de tre nævnte musikere, men alle medlemmerne i gruppen var med i samarbejdet. 
Bag ryggen på Eazy-E, vil blandt andet MC Ren gendanne gruppen, men uden Eazy-E's deltagelse.
Det skete dog, først efter hans død

## Medlemmer
- Arabian Prince (1986–1988)
- DJ Yella (1986–1991)
- Dr. Dre (1986–1991)
- Eazy-E (1986–1991)
- Ice Cube (1986–1990)
- MC Ren (1988–1991)

## Diskografi
Studiealbum
- 1988 – Straight Outta Compton
- 1991 – Niggaz4Life

EP
- 1990: 100 Miles and Runnin'